# Valeri Levental
Pour les articles homonymes, voir Levental.
Valeri Iakovlevich Levental  ou Вале́рий Я́ковлевич Левента́ль en cyrillique, né le 17 août 1938 à Moscou, et mort le 8 juin 2015, est un peintre et décorateur de théâtre russe, membre-correspondant de l'Académie des Arts depuis 1988.

## Biographie
Sorti en 1962 décorateur de cinéma de l'institut cinématographique soviétique (VGIK), sous la férule de Pimenov et  Kurilko, Valère Levental monte quelques spectacles au théâtre d'art dramatique Ermolov, au théâtre musical Stanislavski et Nemirovitch-Dantchenko (1963). Enfin, il  travaille dès 1965 en liaison avec le théâtre BolchoÏ, notamment avec Maïa Plissetskaïa.
Entre 1988 et 1995, Il est nommé décorateur principal du Bolchoï. Élevé au rang d'artiste du peuple de l'URSS en 1989, il est récompensé par le prix de l'académie des Arts de Russie en 1994. Professeur à l'école des artistes de théâtre de Moscou, de 1983 à 1996, il y a ouvert la section dessin de théâtre.

## Œuvres
Il compte à son actif un grand nombre de mises en scène, en Russie, mais aussi hors de ses frontières, notamment en Italie (à la Scala) et au Japon. 
- Au Bolchoï :

Parmi les décors qu'on luit doit, on peut citer des opéras : la Reine des neiges (1969), la Tosca (1971), Mozart et Salieri (de  Rimski-Korsakov, 1977), Othello (1978)… ou des ballets, comme la Dame au petit chien (1986, chorégraphie de Plissetskaïa).
- Au théâtre :

On peut également noter ses collaborations avec le MKhAT  où il monte régulièrement du Tchekhov, dont La Mouette.
- Au cinéma :

En 2003, il est le décorateur de La Folle Journée, ou le Mariage de Figaro sous la direction de Serge Semen Gorov

## Sources
- (en) SIte du thâtre Bolchoï Fiche de Valère Levental